# Thomas Fehling (Politiker)

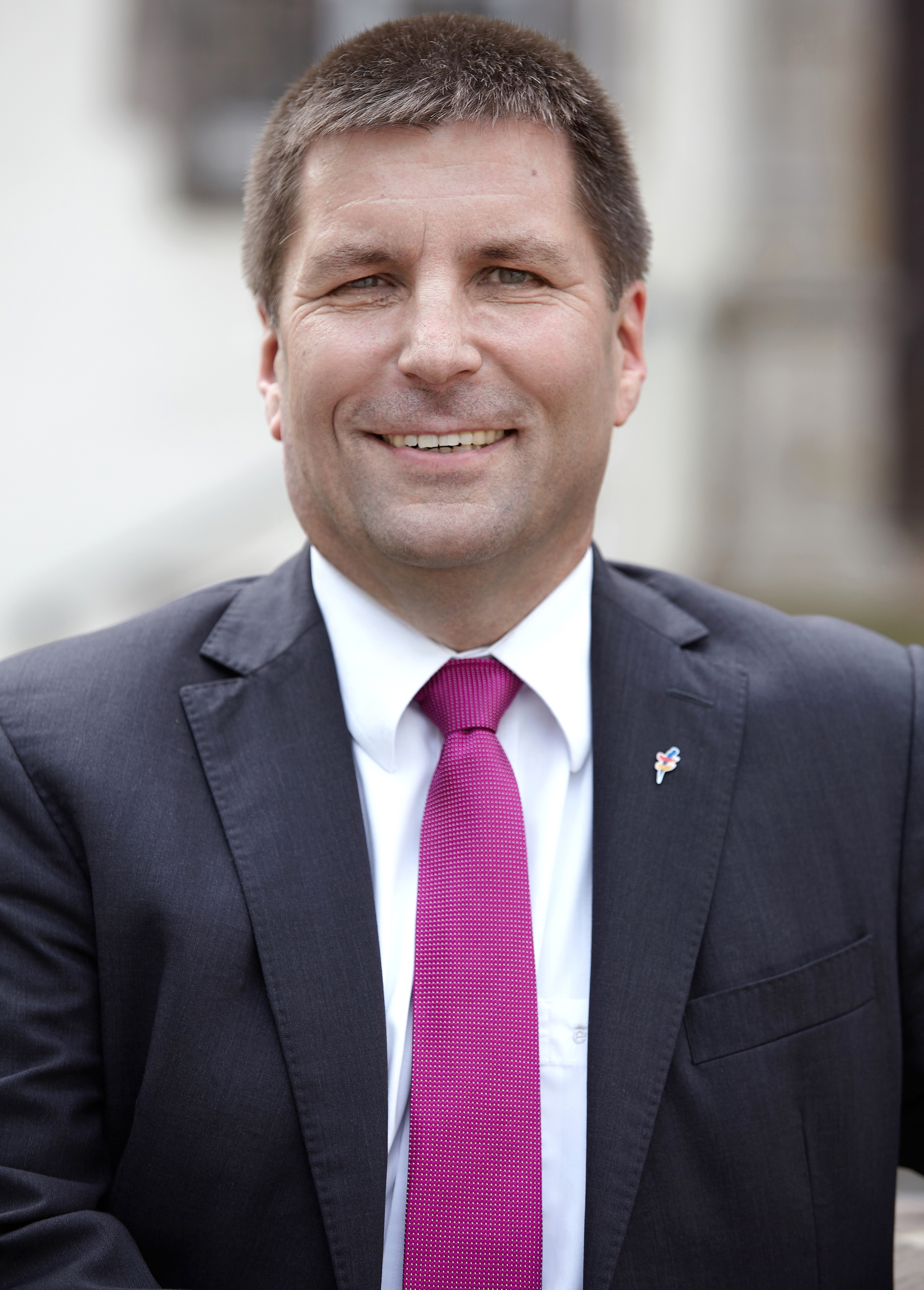
Thomas Fehling (2016)

Thomas Fehling (* 30. November 1967 in Bad Hersfeld) ist ein deutscher Politiker (parteilos, ehemals FDP).

## Leben
Nach dem Abitur in Bad Hersfeld studierte Fehling zunächst Elektrotechnik und dann Wirtschaftsinformatik an der TU Darmstadt. Anschließend war er bei verschiedenen Unternehmen tätig, darunter Sybase, NCR Corporation und Teradata.
1996 trat er der FDP bei. 2004 wurde er zum Kreisvorsitzenden der FDP Hersfeld-Rotenburg gewählt und im Jahr darauf kandidierte er erfolglos für den Deutschen Bundestag. 2006 wurde Fehling Mitglied der Stadtverordnetenversammlung Bad Hersfeld und des Kreistages des Landkreises Hersfeld-Rotenburg. 2007 kandidierte er für das Amt des Bürgermeisters von Bad Hersfeld und 2009 im Wahlkreis 169, Werra-Meißner – Hersfeld-Rotenburg erneut für den Bundestag.

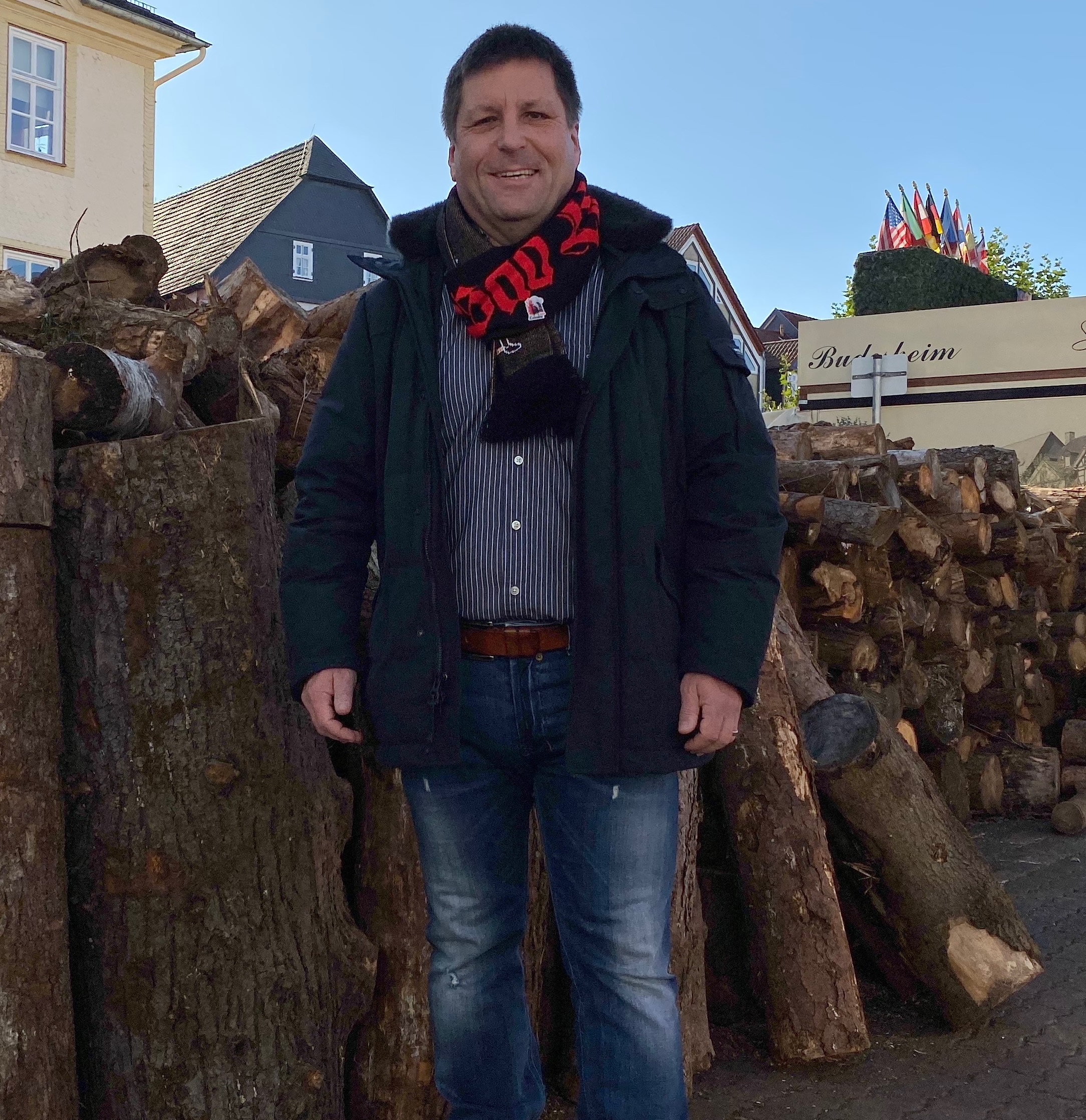
Thomas Fehling (2019)

Nachdem 2010 Amtsinhaber Hartmut Henning Boehmer zurückgetreten war, musste eine Neuwahl zum Bürgermeister von Bad Hersfeld durchgeführt werden. Fehling trat erneut an und erhielt im ersten Wahlgang mit 30,9 Prozent unter fünf Bewerbern die zweitmeisten Stimmen. In der Stichwahl zwei Wochen später setzte er sich mit 50,7 Prozent durch. Fehling trat das Amt des Bürgermeisters im Januar 2011 an. Zum Zeitpunkt seiner Wahl war Fehling der elfte hauptamtliche Bürgermeister der FDP in Hessen. Seit 2014 ist Fehling parteilos.
Bei der Bürgermeisterwahl am 11. September 2016 setzte sich Fehling mit einem Ergebnis von 52,2 Prozent im ersten Wahlgang gegen seine beiden Mitbewerber durch und bleibt damit Bürgermeister in Bad Hersfeld.
Fehling trat 2022 auf eigenen Wunsch nicht mehr zur Wahl für eine dritte Amtsperiode an. Seit dem 1. Januar 2023 ist Anke Hofmann als erste Frau Bürgermeisterin der Kreisstadt Bad Hersfeld. Sie war im Oktober 2022 als unabhängige Kandidatin in der Stichwahl gewählt worden.

## Erfolge in seiner Amtszeit als Bürgermeister
Thomas Fehlings zwölfjährige Amtszeit als Bürgermeister der Stadt Bad Hersfeld (2011–2022) war von mehreren bedeutenden Entwicklungen geprägt. Im Jahr 2014 konnte der Regisseur Dieter Wedel als Intendant für die Bad Hersfelder Festspiele gewonnen werden. Wedel führte den Roten Teppich mit prominenten Gästen ein und sorgte damit für eine erhöhte mediale Aufmerksamkeit der Festspiele. Aufgrund dieser Entwicklung erhöhten Bund und Land ihre Kulturförderungen für die Festspiele deutlich. Wedel trat jedoch im Januar 2018 von seinem Posten zurück.

Eröffnung des Hessentag 2019

Bad Hersfeld richtete vom 7. bis 16. Juni 2019 den 59. Hessentag aus. Unter dem Motto „wir laden die Gäste in unsere gute Stube ein“ wurden alle Veranstaltungsmodule in der historischen Innenstadt platziert. Die durch Bad Hersfeld führende B324 wurde dafür 14 Tage vollständig gesperrt. Die befürchteten Verkehrsprobleme blieben durch eine weiträumige Verkehrsplanung aus. Die Veranstaltung zog 862.000 Besucher an und blieb im vorgegebenen Budget von 10,2 Millionen Euro.
Im Januar 2021 präsentierte Fehling einen Entwurf für die Streckenführung der geplanten ICE-Neubaustrecke Fulda-Gerstungen. Der Vorschlag sah vor, dass der ICE-Halt am heutigen Standort im Ortskern erhalten bleibt. Nach einem Beteiligungsverfahren setzte sich dieser Trassenvorschlag durch.
Als Diplom-Wirtschaftsinformatiker prägte Fehling seine Amtszeit durch zahlreiche Initiativen im Bereich eGovernment und Smart City. Bad Hersfeld war eine der ersten Städte in Deutschland, die einen vollständig digitalen Rechnungsworkflow einführte. Ab 2012 wurde ein Energiemonitoring-System implementiert.
Im Rahmen der Smart City-Entwicklung entstanden verschiedene innovative Projekte, darunter ein Parkleitsystem.  Die Stadt nahm seit 2015 eine führende Rolle im Bereich Smart City in Deutschland ein und wurde auch international ausgezeichnet. 2019 wurde Bad Hersfeld beim europaweiten Wettbewerb The Innovation in Politics Awards in der Kategorie „Lebensqualität“ ausgezeichnet.
Im März 2020 musste das komplette Rathaus aufgrund eines Corona-Falls in Quarantäne gehen. Die jahrelangen Digitalisierungsarbeiten ermöglichten es, dass die Verwaltung ihre Mitarbeiter mit Laptops für Homeoffice ausstattete und innerhalb einer Woche wieder handlungsfähig war.

## Kontroversen
Im Jahr 2013 ließ Fehling in Bad Hersfeld einige Wahlplakate der NPD mit dem Motto „Geld für Oma, statt Sinti und Roma“ abhängen. Diese Aktion fand bundesweite Beachtung und auch die damalige Bundesjustizministerin Sabine Leutheusser-Schnarrenberger stellte sich hinter Fehling. Nach einem Eilantrag der NPD beim Verwaltungsgericht Kassel, das der Partei recht gab, mussten die Plakate wieder angebracht werden.
Im Januar 2016 wurde ein Post auf seiner privaten Facebook-Seite diskutiert, wo er die sexuellen Übergriffe in der Silvesternacht in Köln kommentierte: „Offenbar stehen doch einige der Flüchtlinge in vollem Saft und strotzen nur so vor überschüssiger Energie […] Warum kommen diese ‚Drückeberger‘ in unser Land und treten unsere Kultur mit Füßen anstelle zu Hause für ihr Land und ihre Familie zu kämpfen. Das wäre m. E. richtig männlich.“ Dieser Eintrag wurde öffentlich kritisiert.